# Luis Cartés
Luis Iván Cartés Maidana, noto semplicemente come Luis Cartés (Piriápolis, 29 marzo 1998), è un calciatore uruguaiano, portiere del Durazno.

## Carriera
Cresciuto nel settore giovanile del Peñarol, nel 2018 è stato ceduto in prestito biennale al Plaza Colonia, con cui ha esordito fra i professionisti disputando l'incontro di Segunda División Profesional vinto 2-0 contro l'Albion. Nel 2020 è stato acquistato a titolo definitivo dal club biancoverde.